# Bevern, Holzminden
Bevern (phát âm tiếng Đức: [ˈbeːvɐn]) là một đô thị trong huyện Holzminden, Niedersachsen, Đức. Đô thị Bevern, Holzminden có diện tích 33,23 km², dân số thời điểm ngày 31 tháng 12 năm 2006 là 4216 người. Bevern nằm bên sông Weser ở Weserbergland.
Bevern là thủ phủ của Samtgemeinde ("đô thị tập thể") Bevern.
Cung điện Bevern nằm ở thị xã là nơi ở của các công tước Brunswick-Lüneburg thế kỷ 17-18.